# 今日关注 (广东广播电视台)
《今日關注》（英語：Today's Focus）是广东广播电视台制作的粤语民生新闻節目，是广东省内影响力最大的新闻节目之一，於每天北京时间21:00在廣東廣播電視台珠江頻道、珠江经济广播电台首播，節目口號為“民生無小事，今日多關注”。

## 历史
《今日关注》最早期的前身为1983年啟播的「最後新聞」，後改制為廣東電視台珠江台晚間新聞，1999年改稱《十点关注》，后提早到晚上九点播出，改名为《今日关注》。由于2003年南方電視台經濟頻道的《今日一线》及2004年廣州電視台由陈扬主持的《新聞日日睇》反响热烈，珠江频道于2005年3月21日改版时将《十点关注》形式转为播出廣東省内的民生時事新闻为主，由鄭達和李静雯担任主播。节目改版20天后收视率已经由去年同期的平均2点上升到4点，最高收视达5.47，是当时所有同时段新闻栏目收视率的两倍。
2007年1月8日起，《今日关注》每晚在珠江经济广播电台同步首播，听众还可通过珠江经济广播电台的网络平台参与节目的实时互动。
2013年8月9日，首任主播之一李静雯宣布因个人原因离开节目，当晚《今日关注》播出特别节目，回顾李静雯的主持生涯。

## 主播
每晚节目通常为一男一女组合担任主播。
- 现任主播：鄭達、李青山、尹錚錚、何浩鹏（嘉宾主持）、黎綺雯、云菲、屈炫希（屈贤）、马粤慧
- 前任主播：毛琳、梁志皋、李静雯、薛乐

## 节目内容

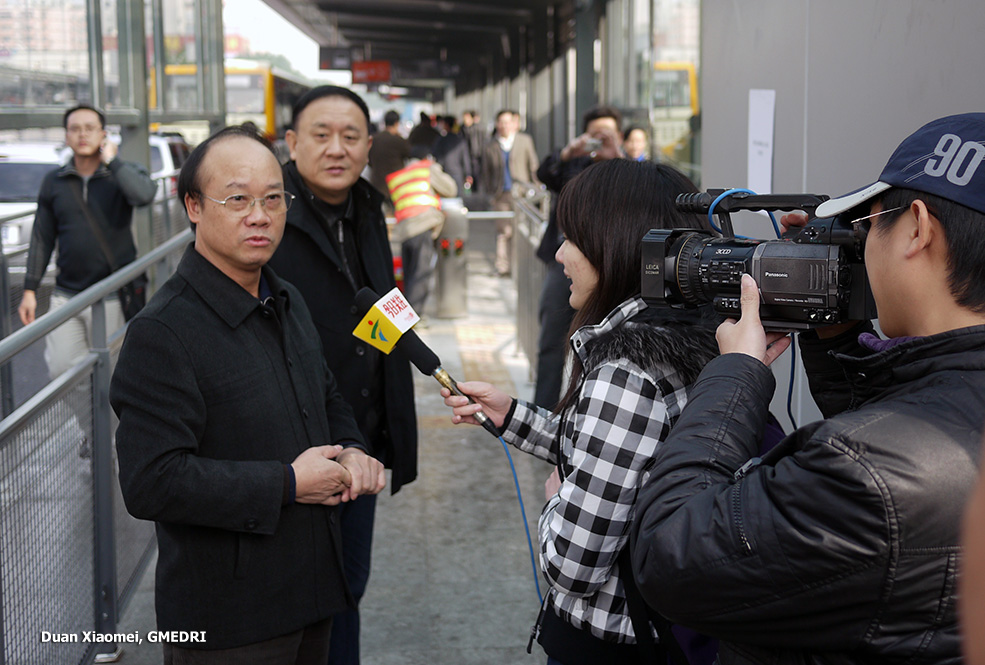
记者马粤慧在广州BRT开通前采访时任广州市副市长苏泽群

### 现有环节
- 《今日大件事》（主要為社會熱點話題）
- 《報料大搜索》（主要報道观众報料內容）

### 过往环节
- 《DV现场》（播出观众拍摄短片）
- 《一网联通》（主播点评观众互动留言）
- 《百姓古仔》（人物专访）
- 《今日最关注》（主要為時政新聞）
- 《关注视点》（時事評論）
- 《文娛大廣場》（報道文化類資訊消息）

## 播出時間
| 播出頻道   | 播出类型 | 星期一      | 星期二-星期五 | 星期六      | 星期日      |
| ---------- | -------- | ----------- | ------------- | ----------- | ----------- |
| 珠江频道   | 首播     | 21:00-21:55 | 21:00-21:55   | 21:00-21:35 | 21:00-21:35 |
| 珠江频道   | 重播     | 07:00-07:40 | 07:00-08:00   | 07:00-08:00 | 07:00-07:40 |
| 珠江經濟台 | 首播     | 21:00-21:55 | 21:00-21:55   | 21:00-21:35 | 21:00-21:35 |
| 新聞频道   | 重播     | 23:00-23:55 | 23:00-23:55   | 23:00-23:35 | 23:00-23:35 |
| 新聞频道   | 重播     | 07:01-07:31 | 07:01-07:51   | 07:01-07:51 | 07:01-07:31 |

## 外部連結
- 今日關注官方網頁—廣東電視台
- 今日關注官方網頁—廣東電視台（页面存档备份，存于）
- 今日关注的新浪微博